# Leptonychia tokana
Leptonychia tokana är en malvaväxtart som beskrevs av Germain. Leptonychia tokana ingår i släktet Leptonychia och familjen malvaväxter. Inga underarter finns listade i Catalogue of Life.